# Meslières
Meslières település Franciaországban, Doubs megyében. Lakosainak száma 330 fő (2022. január 1.). Meslières Hérimoncourt, Roches-lès-Blamont és Glay községekkel határos.

## Népesség
A település népességének változása:
| Lakosok száma | 350  | 388  | 375  | 352  | 368  | 382  | 361  | 346  | 342  | 330  |
|               | 1968 | 1982 | 1990 | 2006 | 2013 | 2015 | 2017 | 2019 | 2020 | 2022 |